# Історія Гаваїв
Історія Гаваїв (англ. Hawaii, Hawai’i) описує епоху людських поселень на Гавайських островах. Острови були вперше заселені полінезійцями десь між 124 і 1120 роками нашої ери. Гавайська цивілізація була ізольована від решти світу щонайменше протягом 500 років.

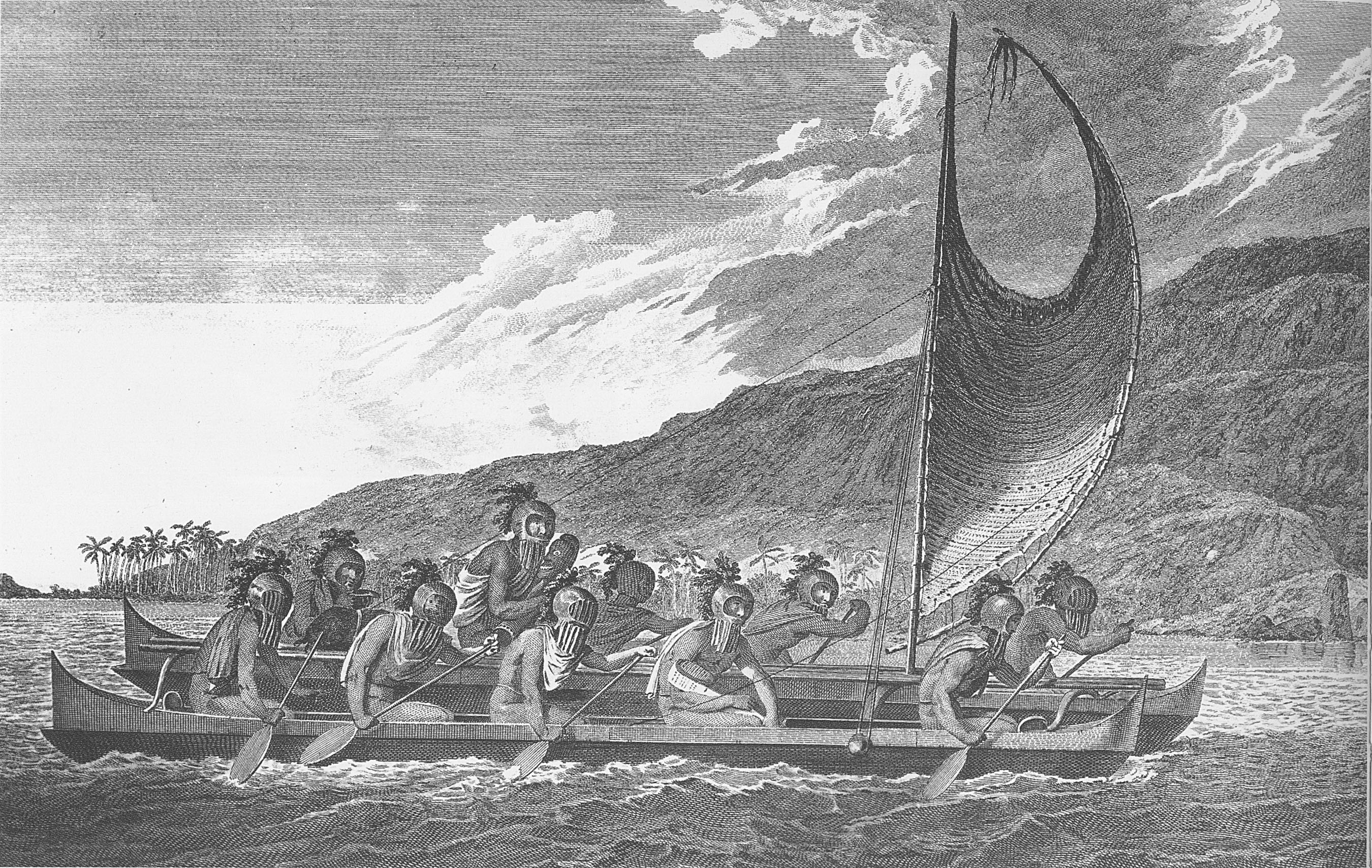

Експедиція під керівництвом британського дослідника Джеймса Кука зазвичай вважається першою групою європейців, які прибули на Гавайські острови, що вони й зробили в 1778 році. Однак іспанські історики та деякі інші дослідники стверджують, що іспанський капітан Руй Лопес де Вільялобос був першим європейцем, який побачив ці острови в 1542 році. Іспанці назвали ці острови «Isla de Mesa, de los Monjes y Desgraciada» (1542), оскільки вони перебували на шляху, що з'єднує Філіппіни з Мексикою через Тихий океан, між портами Акапулько та Маніла, які були частиною Нової Іспанії. Після прибуття Кука європейські військові технології допомогли Камехамеї I, правителю острова Гаваї, вперше завоювати та об'єднати острови, заснувавши Королівство Гаваї в 1795 році. Королівство було процвітаючим і важливим завдяки своєму сільському господарству та стратегічному розташуванню в Тихому океані.
Американська імміграція, яку очолювали протестантські місіонери, та еміграція корінних гавайців, переважно на китобійних кораблях, почалась майже відразу після прибуття Кука. Хоча іноземці сприяли індустріалізації та модернізації Гаваїв, контакти з ними мали й негативні наслідки. Зокрема, від нових хвороб, занесених з-за океану, популяція гавайців значно скоротилася, що призвело до демографічної кризи. Американці створили плантації з вирощування цукру. Їхні методи плантаційного землеробства вимагали значної праці. Хвилі постійних іммігрантів прибували з Японії, Китаю та Філіппін, щоб працювати в полях. Уряд Японії організував і надав особливий захист своєму народу, який становив приблизно 25 відсотків населення Гавайських островів до 1896 року.. Гавайська монархія заохочувала це багатоетнічне суспільство, спочатку заснувавши конституційну монархію в 1840 році, яка обіцяла рівні права голосу незалежно від раси, статі чи багатства. Також є версія, що конституція 1840 року була прийнята під тиском білої меншини.
Населення корінних гавайців на Гаваях скоротилося з невідомої кількості до 1778 року (загалом оцінюється приблизно в 300 000) до приблизно 142 000 у 1820-х роках згідно з першим переписом, проведеним американськими місіонерами; 82 203 під час перепису Гавайського королівства 1850 року; 40 622 у останній перепис населення Гавайського Королівства 1890 року; 39 504 під час єдиного перепису населення Республіки Гаваї в 1896 році та 37 656 під час першого перепису населення, проведеного Сполученими Штатами в 1900 році після приєднання Гаваїв до Сполучених Штатів у 1898 році. З тих пір, як Гаваї приєдналися до Сполучених Штатів, корінне гавайське населення на Гаваях збільшувалося з кожним переписом до 289 970 у 2010 році.
1887 року, в період правління короля Калакауа (1874—1891) білі підприємці та військові змусили прийняти монарха нову, так звану «Багнетову конституцію», суттєво обмеживши владу короля «Давида» Калакауа та позбавивши права голосу більшості корінних жителів Гавайських островів та азійських громадян через надмірно високі вимоги до власності та доходу. Це дало значну перевагу власникам плантацій. Королева Ліліуокалані спробувала відновити королівську владу в 1893 році, але була поміщена під домашній арешт бізнесменами за допомогою військових Сполучених Штатів. Всупереч волі королеви, на короткий час була утворена Республіка Гаваї. Цей уряд погодився від імені Гаваїв приєднатися до Сполучених Штатів у 1898 році як територія Гаваї. У 1959 році острови стали штатом Гаваї.

## Заселення полінезійцями
Дата перших поселень на Гавайських островах є предметом постійних дискусій. Книги Патріка Вінтона Кірча з гавайської археології, стандартні підручники, датують перші полінезійські поселення приблизно 300 роком, з більш пізніми припущеннями Кірча аж до 600 року. Інші теорії припускають дати від 700 до 800 року. Останній огляд доказів вуглецевого датування показує прибуття перших поселенців приблизно в 940—1130 роках нашої ери.
Історія стародавніх полінезійців передавалася через генеалогічні пісні, які читались на офіційних і сімейних заходах. Генеалогію верховних вождів можна було простежити до періоду, який, як вважають, був населений лише богами. Pua ali'i («квітка королівства») вважалися живими богами.
Приблизно до 1000 року поселення, засновані вздовж периметрів островів, почали вирощувати їжу в садах.
Кажуть, що таїтянський священник на ім'я Паао близько 1200 року ввів на острови новий порядок. Новий порядок включав нові закони та нову соціальну структуру, яка поділяла людей на класи. Ali'i nui був королем, з його ʻaha kuhina трохи нижче них. Ali'i були королівськими вельможами з kahuna (верховним жерцем) нижче, makaʻāinana (простолюдини) далі з kauā під ними, як найнижча соціальна каста.
Правителі Гавайських островів (noho aliʻi o ko Hawaiʻi Pae ʻAina) — лінія корінних жителів Гавайських островів, які були незалежними правителями різних підрозділів островів Гаваї. Їхня генеалогія простежується до Ханалаануі та інших. Ali'i nui відповідали за те, щоб люди дотримувались суворого капу (кодексу поведінки щодо табу). Система мала правила щодо багатьох аспектів гавайського соціального устрою, прав на риболовлю та навіть того, де жінки могли їсти. Після смерті Камехамехи I система була скасована, і гавайська релігія незабаром занепала, оскільки ідея богів була відкинута..
До 1500 гавайці почали розселятись у внутрішній частині островів, і релігія почала трохи більше виділятись.
До завоювання Камехамеха I острови не мали єдиної назви, оскільки кожен острів управлявся окремими королівствами, відомими лише за назвами островів. Перші зареєстровані назви острова капітаном Куком підтверджують це. Камехамеха I, як правитель острова Гаваї, нав'язав всій групі островів назву «Гаваї».

## Релігія
На Гаваях були атеїсти, відомі як 'айя. Однак домінуючою релігією на Гаваях, як і в багатьох інших полінезійських суспільствах, була капу або релігія табу, яка має теологію, ритуал і кодекс поведінки. Є багато богів і героїв, і багато різних людей поклоняються різним богам по-різному. В одній традиції Вакеа, Батько Неба, одружився з Папаханаумоку, Матір'ю Землею. Від їхнього союзу виникло все інше, включно з іншими богами.. В іншій традиційній генеалогії під назвою Пу-ануе, Кумукуму-ке-каа та її чоловік Пая-а-ка-лані були матір'ю і батьком землі та неба. Ще одна генеалогія стверджує, що Ка-май-елі і Куму-хонуа були матір'ю і батьком.
Релігія капу на Гаваях була політеїстичною, з чотирма найбільш видатними божествами: Кане, Ку, Лоно та Каналоа. Серед інших відомих божеств — Лака, Кіхавахіне, Хаумеа, Папаханаумоку та, найвідоміший, Пеле. Крім того, вважається, що в кожній родині є один або кілька духів-охоронців або сімейних богів, відомих як «аумакуа», які захищають їх. Одним із таких богів є Іолані, бог сімей алії.
Одна частина пантеону Капу на Гаваях складається з таких груп:
- чотири головних богів (ka hā) — Ку, Кане, Лоно, Каналоа;
- сорок чоловічих богів або аспектів Кане (ke kanahā);
- чотириста богів і богинь (ка лау);
- безліч богів і богинь (ke kini akua);
- духи (na ʻunihipili);
- опікуни (na ʻaumākua).

Інший розподіл складається з трьох основних груп:
- чотири боги, або akua: Kū, Kāne, Lono, Kanaloa;
- багато менших богів, або купуа, кожен з яких пов'язаний з певними професіями;
- духи-охоронці, ʻaumakua, пов'язані з певними родинами.

### Лілоа, Хакау та Умі-а-Лілоа

#### Лілоа
Лілоа був легендарним правителем острова Гаваї наприкінці 15 століття. Його королівська резиденція була в долині Вайпіо. Його лінія простежується до гавайського «сотворіння».
Лілоа мав двох синів; його первісток Хакау від його дружини Пінеї (сестри його матері), а другий син Умі-а-Лілоа від дружини нижчого рангу Акахі Кулеани. Після його смерті Хакау став правителем та делегував релігійні повноваження Умі. Акахі а Кулеана належала до нижчої лінії вождів, у яку Лілоа закохався, коли побачив, що вона купається в річці. Пара познайомилася, коли Лілоа відвідувала Хамакуа. Він заявив про своє право на неї як короля, і вона погодилась.
Лілоа був першим сином Кіха нуі лулу моку, одного з нохо аліі (правлячої еліти). Він походив від Хана лаа Нуі. Мати Лілоа, Вайолоа, його бабуся, Неула і прабабуся, Ла'а капу були з ліній ʻEwa ali'i з Оах. Батько Лілои правив Гаваями як алі-нуі і після його смерті правителем став Лілоа. У Кіхи було ще четверо синів, Каунуамоа, Макаоку, Кепайліула та Хулана, чиї нащадки є родиною Каякеа з Молокаї, далеких родичів дочки Авраама Форнандера.
У своїй книзі Девід Мало описав, як Лілоа започаткував практику moe āikane, сексуальні стосунки між чоловіками. Стосунки не мали соціальної стигми і були прийнятою практикою, починаючи з алії, яку потім скопіювали й інші класи. Воїни займаються лише тренуваннями. Такі відносини не можна визначити як бісексуальність. У багатьох випадках залучені чоловіки вважали за честь і обов'язок поважати свій hana lawelawe.

#### Хакау
Безпосередньо перед смертю, Лілоа передав Хакау право спадкоємця на посаді вождя, сказавши Умі, що він буде служити його «людиною» (прем'єр-міністром), і що обидва повинні поважати один одного, а суперечки між собою повинні вирішувати особисто. Спочатку Хакау був порядний, проте незабаром став жорстоким королем. Щоб уникнути гніву брата, Умі сам заслав себе в інший район.
Хакау відмовився задовольнити запит Нуну та Ка-хохе, двох улюбленців свого батька, допомогти хворому Кахуні, який просив їжі. Це вважалося дуже образливим. Обидва належали до жрецького класу бога Лоно. Вони обурювалися таким поводженням і планували побачити королівство в чиїхось інших руках. Хакау не вірив, що священики мають яку-небудь владу, і не поважав їх, оскільки 'Умі був духовним авторитетом. Це був період, коли жоден король не міг кинути виклик Кахуні. Багато з них мали королівський родовід, землю і могли покинути свої храми як воїни, коли це було необхідно, але ніколи не могли відмовитися від своїх духовних обов'язків. Через посланця Каолейоку з Вайпуналея, верховного жерця храму Маніні, у Кохолалеле два священики зв'язалися з двором Умі. Два священики поїхали до Вайпуналей, де підтримали повстання Умі.
Коли Хакау дізнався про те, що його брат готується до війни проти нього, він послав свої основні сили, щоб негайно підготуватися, шукаючи пір'я, щоб прикрасити свої військові регалії. Після того, як воїни пішли і Хакау залишився незахищеним, воїни Умі обманом прийшли до Хакау, нібито з підношеннями для короля. Коли в'язки з підношеннями впали на землю, виявилось, що вони були наповнені камінням, яким Хакау забили до смерті.

#### Умі-а-Лілоа
Умі-а-Лілоа був правлячим алі'і ай моку (верховний начальник району Гаваїв). Він став вождем після смерті свого зведеного брата Хакау і вважався справедливим правителем, віруючим і першим, хто об'єднав майже весь Великий острів. Легенда про Умі-а-Лілоа є однією з найпопулярніших героїчних саг в історії Гавайських островів.
Дружиною Умі була принцеса Піікеа, дочка Піілані. У них був син Кумалае та донька Айхакоко.
Батько Умі-а-Лілоа, Лілоа, сказав Акахі, матері Лілоа, що якщо вона хоче мати дитину чоловічої статі, вона повинна подарувати хлопчика йому разом із королівськими жетонами, які він дав їй як подарунки, щоб довести, що її хлопчик був сином короля. Акахі сховала жетони від свого законного чоловіка, вітчима Умі, і згодом народила сина. Якось, коли Умі було 15 або 16 років, його вітчим карав хлопця, коли втрутилася його мати і сказала чоловікові не чіпати його, бо що хлопчик був його володарем і начальником. Вона знайшла жетони, щоб показати своєму чоловікові, що він міг би вчинити державну зраду, караючи хлопця. Акахі віддала своєму синові королівські мало та лей ніхо палаоа, подаровані їй біологічним батьком Умі. Ці предмети носили тільки вищі вожді. Вона послала 'Умі в долину Вайпіо, щоб представити себе королю як його сина.
Палац Лілоа суворо охороняли, та було дозволено відвідувати лише кільком Кахуна. Весь комплекс був священним. Вхід без дозволу карався смертю. Умі увійшов до корпусу з обслугою, боячись зупинити когось із королівськими відзнаками, і пішов прямісінько до спальних кімнат Лілоа, розбудивши його там. Коли Лілоа запитав, хто він, він сказав: «Це я, Умі, твій син». Потім він поклав жетони до ніг свого батька, і Лілоа проголосив його своїм сином. Дізнавшись про 'Умі, Хакау, старший син Лілоа засмутився. Лілоа запевнив свого первістка, що він стане королем після його смерті, а його брат служитиме йому. Умі притягнули до суду нарівні з Хакау. Живучи при дворі Лілоа разом зі своїм братом, Умі знайшов велику прихильність свого батька, що посилило неприязнь Хакау.
У вигнанні 'Умі взяв дружин і почав будувати сили та послідовників. Начальники почали вірити, що він має найвищу натуру вождя з ознак, які вони спостерігали. Він давав їжу людям і став відомим тим, що піклувався про всіх.
Після смерті Хакау інші алії острова заволоділи своїми районами. 'Умі прислухався до поради двох священників, одружившись з багатьма жінками високого знатного рангу, включно зі своєю зведеною сестрою Капукіні та донькою правителя Хіло, у якого йому було надано притулок під час правління Хакау. Згодом Умі завоював весь острів.
Після об'єднання острова Гаваї Умі залишився вірним тим, хто підтримував його, і дозволив своїм трьом найвірнішим супутникам і двом Кахуна, які йому допомагали, допомагати йому керувати.

### Айкаїне
Стосунки Aikāne або (переважно чоловічі) гомосексуальні або бісексуальні відносини в доколоніальну епоху були прийнятою традицією. Ці стосунки сприймалися як частина давньої гавайської культури. Такі сексуальні стосунки могли початись в підлітковому віці і тривати після цього, навіть якщо вони мали гетеросексуальних партнерів. Гавайські стосунки з айкане були частиною гавайського дворянського життя, включно з життям Камехамеи I. Деякі міфи стосуються жіночих бажань, і тому деякі жінки, можливо, також були залучені в стосунки з айкане.
Лейтенант Джеймс Кінг заявив, що «їх мали всі вожді», і переказує історію про те, що один вождь насправді попросив Джеймса Кука залишити лейтенанта Кінга, вважаючи таку пропозицію великою честю. Члени команди Кука ставилися до розповідей про традицію з великою зневагою. Американський авантюрист і мореплавець Джон Ледьярд детально розповідав цю традицію.

### Система поділу землі
Земля була розділена відповідно до побажань Алі Нуі. Традиційна система землеволодіння мала чотири ієрархічні рівні:
- мокупуні (острів);
- моку (підрозділи острова);
- ahupuaʻa (підрозділ moku);
- ʻili (два або три на ahupuaʻa, але у Kahoolawe, наприклад, було вісім).

Деяка усна історія розповідає, що Умі-а-Лілоа створив систему ahupuaʻa. Система використовувала те, що громади вже були організовані вздовж потокових систем. Система громадського управління Канаваї пов'язана саме зі спільним використанням води.
Гавайська сільськогосподарська система містила два основних класи; зрошувані та дощові (посушливі) системи. Іригаційні системи в основному підтримували вирощування таро (кало). Системи дощового живлення були відомі як мала. Там вони культивували уалу (солодку картоплю), ямс і таро в посушливих районах, разом із кокосами (ніу), хлібним деревом (ʻulu), бананами (maiʻa) і цукровою тростиною (ko). Дерево кукуї (Aleurites moluccanus) іноді використовувалося як тінь для захисту мала від сонця. Кожен урожай був ретельно розміщений у зоні, яка найбільше відповідала його потребам.
На Гаваях були одомашнені собаки, кури та свині. Вони також вирощували вдома приватні сади. Вода була дуже важливою частиною життя гавайців; її використовували для риболовлі, купання, пиття та садівництва, а також для систем аквакультури в річках і на береговому краї.
Ахупуаа найчастіше складався з частини острова, яка простягалася від вершини місцевої гори до берега, часто слідуючи за потоком. Кожен ahupuaʻa включав низинну малу та верховинну лісисту область. Розмір Ахупуаа змінювався залежно від економічних можливостей місця розташування та політичного поділу території. «Коли корінні гавайці використовували ресурси свого ахупуаа, вони практикували алоха (повага), лауліма (співпраця) і малама (керівництво), що призвело до бажаного поно (рівноваги)». Жителі Гавайських островів вірили, що земля, море, хмари та вся природа мають певний взаємозв'язок, тому вони використовували всі навколишні ресурси, щоб досягти бажаного балансу в житті. Стабільність підтримувалася конохікі та кахуна: священиками, які обмежували вилов риби певних видів у певні сезони. Вони також регулювали збір рослин.
Термін «ahupuaʻa» походить від гавайських слів ahu «купа, пиріг» і puaʻa «свиня». Межовими знаками для ahupuaʻa традиційно були купи каміння, які використовували для розміщення пропозицій вождю острова, яким часто була свиня.
Кожна ахупуаа була поділена на менші частини, які називалися ʻili, а ʻili поділялися на кулеана. Це були окремі земельні ділянки, які оброблялися міщанами, які щотижня сплачували земельному наглядачеві відробітки. Ці податки йшли на утримання вождя. Були запропоновані дві можливі причини цього розподілу:
- подорож: у багатьох районах Гаваїв легше подорожувати вгору та вниз за течією, ніж з долини річки в долину річки.
- економіка: наявність усіх кліматичних та економічних зон експлуатації в кожній земельній ділянці гарантувала, що кожна може бути самодостатньою для значної частини своїх потреб.

### Управління
Королівством керував вождь алії. Відділи перебували під контролем інших менших начальників і керувалися управителем. Головою земельного відділу або ahupua'a був конохікі. Моку керував аліі Аймоку. Ahupua'as керував староста або вождь, який називався Конохікі[https://books.google.com/books?hl=uk&id=PoXQAgAAQBAJ&pg=PA71|:p. 71].

### Конохікі
У «Кіліколані проти Робінсона» конохікі визначено як земельний агент. У «Territory vs Bishop Trust Co. LTD.», коли агента призначав начальник, їх називали konohiki. Термін також може означати визначену ділянку землі, що перебуває у приватній власності, а не у державній власності. Голова землі зберігав довічне володіння землею навіть після звільнення з посади, але староста, який наглядав за тією самою землею, не мав такого захисту.
Часто алі'і та конохікі трактуються як синоніми. Однак, незважаючи на те, що більшість конохіків належали до знаті алії, не всі алії були конохікі. Гавайський словник визначає конохікі як голову земельного відділу, але також описує права на риболовлю. Коно означає спонукати або спонукати. Хікі означає щось, що можна зробити. Конохікі був родичем алії і наглядав за майном, управлінням правами на воду, розподілом землі, сільськогосподарським використанням і будь-яким обслуговуванням. Конохікі також забезпечували правильну кількість подарунків і данини в правильний час.
Коли капіталізм був включений у королівство, конохікі стали збирачами податків, землевласниками та рибальськими наглядачами.

### Знищення Капу
У тріумфі за рівноправність жінок, гавайці повалили релігійну теократію капу в 1819 році самостійно, до прибуття американських місіонерів і без підтримки західних держав, таких як Велика Британія, Франція чи Сполучені Штати. 4 жовтня 1819 року Камехамеха II, який став королем після смерті свого батька Камехамехи I (засновника Гавайського королівства), обідав із королевою Каахуману, улюбленою дружиною Камехамехи I, і королевою Кеопуолані, матір'ю Камехамехи II. Заборона чоловікам і жінкам їсти разом, «ай капу», була однією з найдавніших капу або заборон: покаранням за її порушення була смерть. Однак королева Каахуману зневажала заборону, оскільки вона не дозволяла їй входити до певних релігійних храмів, де чоловіки приймали політичні рішення під час їжі. Королева Кеопуолані також порушила заборону ще до публічного порушення. Порушення ‘ай капу під час публічного обіду, як це зробив Камехамеха II, було чітким сигналом того, що систему капу було скасовано, враховуючи статус Камехамехи II як короля, статус Кахамуману як королеви-регента та статус Кеопуолані як королеви. Гості за вечерею вигукували: "Ай ноа! " (безкоштовне харчування). Після цього Камехамеха II — за підтримки свого верховного жерця Хевахеви — наказав знищити стародавні храми хейау. Після розпаду капу спалахнула коротка громадянська війна, проти якої виступив племінник Камехамехи I, Кекуаокалані. Війська Кекуаокалані зазнали поразки від Камехамехи II під Куамоо. Перемога військ Камехамехи II встановила, як питання політичної історії Гавайських островів, що жоден житель Гаваїв не може більше ніколи накладати заборони капу на будь-кого..

## Перші контакти

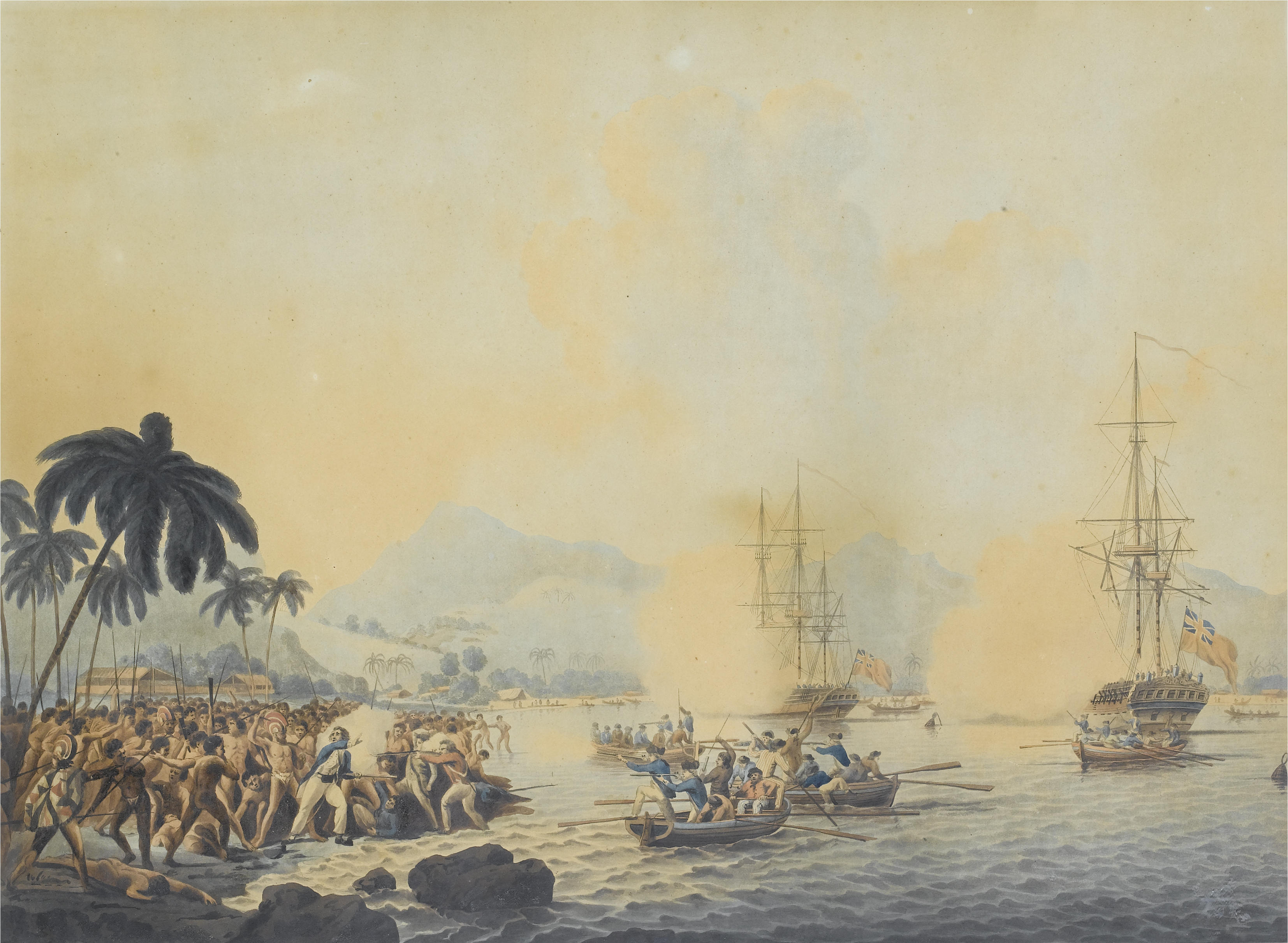
HMS Resolution and HMS Discovery. 14 лютого 1779 року капітан Джеймс Кук був убитий на острові Гаваї.

Капітан Джеймс Кук (1728—1779) провів три окремі подорожі (1768—1779), щоб нанести на карту невідомі області земної кулі для Великої Британії. Під час своєї третьої подорожі він натрапив на Гаваї, вперше побачивши острови 18 січня 1778 року. Він кинув якір біля узбережжя Кауаї і зустрівся з місцевими жителями, щоб виторгувати у них воду та їжу для подальшої подорожі. 2 лютого 1778 року Кук продовжив шлях до узбережжя Північноамериканського континенту, шукаючи Північно-Західний прохід приблизно дев'ять місяців. Він повернувся до Гавайського ланцюга для поповнення запасів, спочатку досліджуючи узбережжя Мауї та острова Гаваї для торгівлі. Він став на якір у затоці Кеалакекуа в січні 1779 року. Після виходу з Кеалакекуа він повернувся в лютому 1779 року, після того як через погану погоду зламалася корабельна щогла.
У ніч на 13 лютого, коли експедиція Кука стояла на якорі в бухті, жителі Гаваїв викрали один із двох його катерів (рятувальні шлюпки використовувалися для переправлення на/з корабля/берега). У відповідь Кук спробував викрасти алі-нуї з острова Гаваї, Калані-опу-у. 14 лютого 1779 року Кук зіткнувся з розлюченим натовпом. Канаіна підійшов до Кука, який у відповідь вдарив королівського слугу широким боком свого меча. Канаїна підняв навігатор і кинув його, а інший супроводжуючий, Нуаа, вбив Кука ножем.

## Королівство Гаваї
Королівство Гаваї проіснувало з 1795 року до його повалення в 1893 році з падінням дому Калакауа.

### Дім Камехамехи

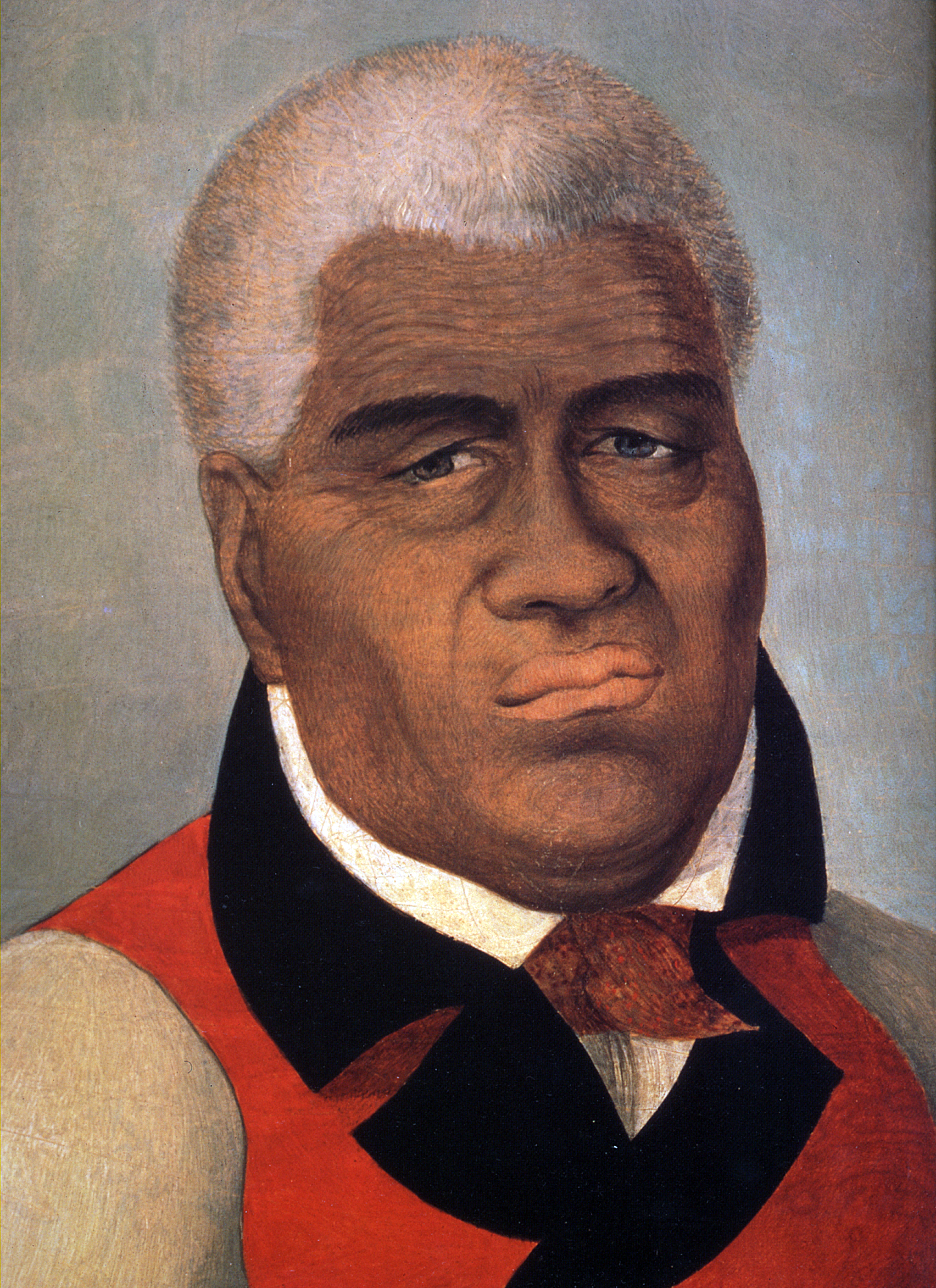
Камехамеха I, засновник Гавайського королівства

Дім Камехамеха (Hale O Kamehameha), або династія Камехамеха, була правлячою королівською родиною Королівства Гаваї, починаючи з його заснування Камехамеха I у 1795 році та закінчуючи смертю Камехамехи V у 1872 році та Вільяма Чарльза Луналіло в 1874.

#### Камехамеха І
Походження дому Камехамеха можна простежити до зведених братів, Каланіопуу і Кеуа. Батьком Каланіопуу був Каланінуі Амамао, а батьком Кеуа був Каланіке Еаумоку, обидва сини Кеавеікекахіалііокамоку. У них була спільна мати, Камакаімоку. Обидва брати служили Алапаінуї, правлячому королю острова Гаваї. Гавайська генеалогія зазначає, що Кеуа, можливо, не був біологічним батьком Камехамехи, а Кахекілі II міг бути його біологічним батьком. Незважаючи на це, походження Камехамехи I від Кеаве залишається незмінним через його матір, Кекуіапоіва II, онуку Кеаве. Кеуа визнав його своїм сином, і цей зв'язок визнається офіційними генеалогіями.
Традиційний спів меле Кеаки, дружини Алапаінуї, вказує на те, що Камехамеха I народився в місяці ікува (зима) приблизно в листопаді. Кажуть також, що Камехамеха народився під час проходження комети Галея. У гавайській культурі комета вказувала на важливе народження. Гавайське пророцтво говорило, що ця дитина одного дня об'єднає острови, перемігши всіх нинішніх вождів. Алапаї віддав молодого Камехамеха своїй дружині Кеаці та її сестрі Хакау на піклування після того, як правитель дізнався, що хлопчик живий. Самуель Камакау писав: «Це було під час війни між вождями [острова] Гаваїв, яка послідувала за смертю Кеаве, вождя всього острова (Ke-awe-i-kekahi-aliʻi-o-ka -moku), що Камехамеха я народився». Однак його загальне датування було оскаржено . Авраам Форнандер писав: «Коли Камехамеха помер у 1819 році, йому було за вісімдесят років. Таким чином, його народження припадає на період між 1736 і 1740 роками, ймовірно, ближче до першого, ніж до останнього». Вільям Де Вітт Александер вказує дату народження як 1736 рік. Спочатку його звали Пайєа, але він взяв ім'я Камехамеха, що означає «дуже самотній» або «Той, хто залишається на самоті».
Дядько Камехамехи Каланіопуу виховував його після смерті Кеуа. Каланіопуу правив Гаваями, як і його дід Кеаве. Мав радників і священників. Коли до правителя дійшла звістка, що вожді планують убити хлопчика, він сказав Камехамеї:
"Моя дитино, я чув таємні скарги вождів і їхнє бурмотіння, що вони візьмуть тебе і вб'ють, можливо, незабаром. Поки я живий, вони бояться, але коли я помру, вони візьмуть тебе і вб'ють. Я раджу тобі повернутися до Кохали». «Я залишив тобі бога, там твоє багатство»
Після смерті Каланіопуу Ківалао зайняв місце свого батька як первісток і правив островом, а Камехамеха став релігійним авторитетом. Деякі вожді підтримали Камехамеху, і незабаром спалахнула війна, щоб повалити Ківалу. Після численних битв король був убитий, і посланці послали за останніми двома братами, щоб зустрітися з Камехамехою. Кеуа та Каолейоку прибули на окремих каное. Кеуа підійшов до берега першим, де почалася бійка, і він разом із усіма на борту загинув. Перш ніж те саме могло статися з другим каное, Камехамеха втрутився. У 1793 році капітан Джордж Ванкувер відплив із Британії та подарував прапор Союзу Камехамесі, який все ще перебував у процесі об'єднання островів в єдину державу; Юніон Джек неофіційно майорів як прапор Гаваїв до 1816 року, у тому числі протягом короткого періоду британського правління після того, як Камехамеха поступився Гаваями Ванкуверу в 1794 році.
До 1795 року Камехамеха завоював усі головні острови, крім одного. Для своєї першої королівської резиденції новий король побудував першу споруду в західному стилі на Гавайських островах, відому як «Цегляний палац». Це місце стало резиденцією уряду Гавайського королівства до 1845 року. Король доручив побудувати будівлю в Кеаваїкі-Пойнт в Лахайні, Мауї. Двоє колишніх засуджених з австралійської виправної колонії Ботані Бей побудували будинок. Його було розпочато в 1798 році і завершено через 4 роки в 1802 році. Будинок був призначений для Каахуману, але вона відмовилася жити в будівлі та проживала замість цього в сусідньому будинку в традиційному гавайському стилі.
Камехамеха І мав багато дружин, але дуже поважав двох. Кеопуолані була найвищою аліі свого часу і матір'ю його синів Ліхоліхо та Кауікеаулі. Каахуману була його фавориткою.
В 1815 році на Гаваїі прибув представник «Російсько-американської компанії» Георг Шеффер. Його метою було втертися в довіру до Камехамехи І та отримати дозвіл на заснування на островах російського поселення. Проте володар запідозрив, що перед ним розвідник, який вишукує слабкі місця в обороні його королівства для майбутнього загарбання Гаваїв росіянами. Тоді Шефер вирушив до острова Кауаї, яким правив васал Камехамехи І Каумуалії. Каумуалії був ображений на володаря, який свого часу вбив його батька, і шукав союзників, яким б допомогли йому помститися. Тож дозволи росіянам заснувати поселення у своїх володіннях і вже невдовзі визнав їхню владу.
Камехамеха I змушений був вжити заходів і за допомогою американських підприємців ліквідував російську колонію. Переселенців, що встигли до неї прибути, посадили на їхній же корабель та відправили додому.
Камехамеха I помер у 1819 році, його змінив Ліхоліхо.

#### Камехамеха II

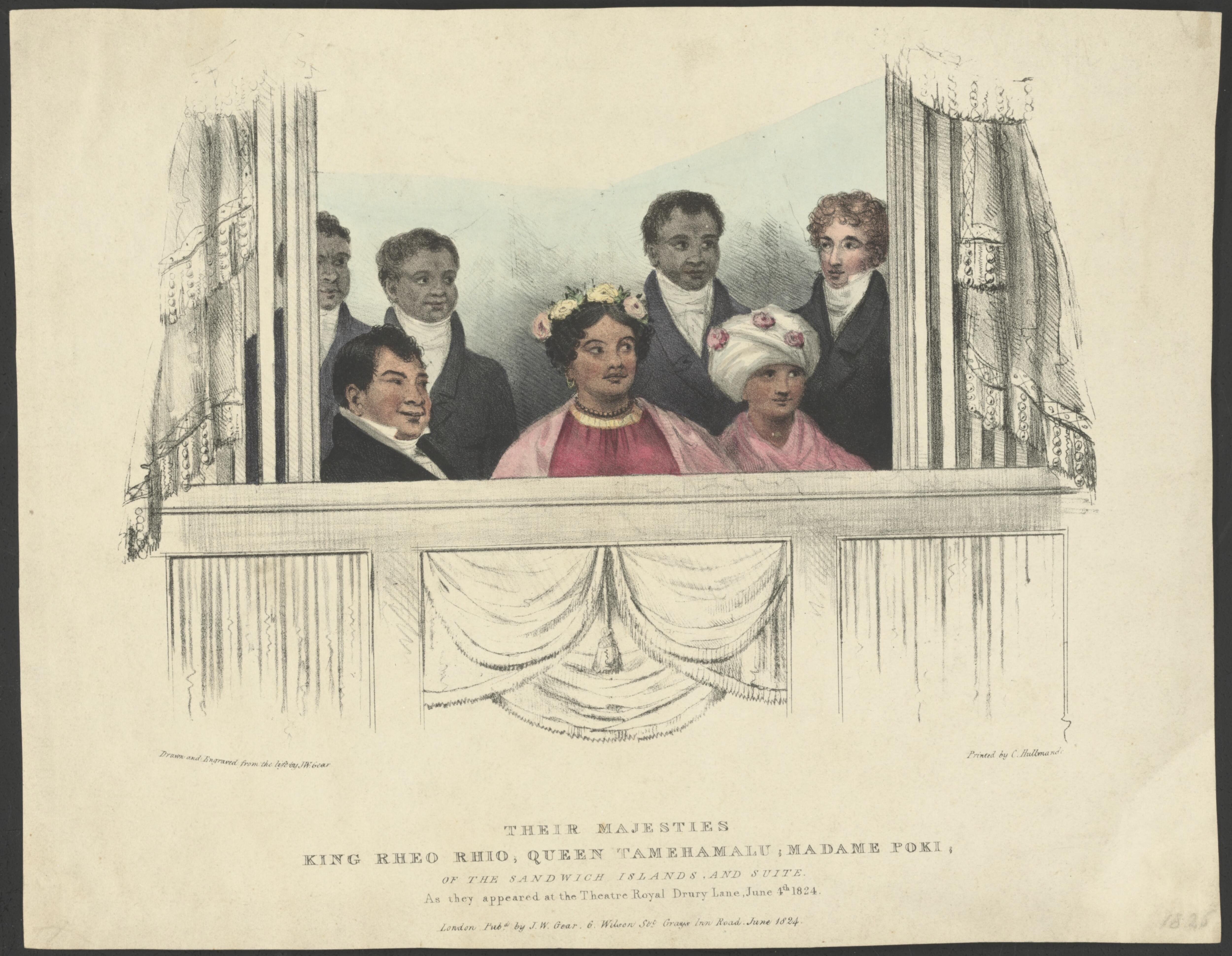
Камехамеха II в Англії з королевою та свитою

Після смерті Камехамехи I Ліхоліхо покинув Кайлуа на тиждень і повернувся, щоб стати королем. На пишній церемонії, в якій взяли участь простолюдини та знать, він підійшов до кола вождів, а Каахуману, центральна фігура в групі та вдова королева, сказав: «Почуй мене, Божественний, бо я повідомляю тобі волю твого батька. Подивіться на цих вождів і людей вашого батька, і на ці ваші гармати, і на цю вашу землю, але ми з вами розділимо царство разом». Ліхоліхо виразив свою офіційну згоду, що започаткувало унікальну систему подвійного правління, яка складалася з короля та співправителя, подібно до регента. Камехамеха II розділив своє правління зі своєю мачухою Каахуману. Вона кинула виклик гавайському капу розділення за статтю, обідаючи з молодим королем, що призвело до кінця гавайської релігії. Камехамеха II разом зі своєю дружиною, королевою Камамалу, помер від кору у 1824 році під час державного візиту до Англії. Він був королем 5 років.
Останки подружжя було повернено на Гаваї Бокі (гавайський володар). На борту корабля «Блондин» його дружина Ліліха та Кекуанаоа були охрещені як християни. Каахуману також навернулася і мала потужний християнський вплив на гавайське суспільство аж до своєї смерті в 1832 році.. Оскільки новому королю було лише 12 років, Каахуману тепер була старшим правителем і назвав Бокі своєю Кухіна Нуі.
Бокі покинув Гаваї, щоб знайти сандалове дерево, і покрити борг, але загубився в морі. Його дружина Ліліха зайняла посаду губернатора Мауї та безуспішно намагалася підняти повстання проти Каахуману, яка після відходу Бокі призначила Кінау співгубернатором..

#### Каахуману

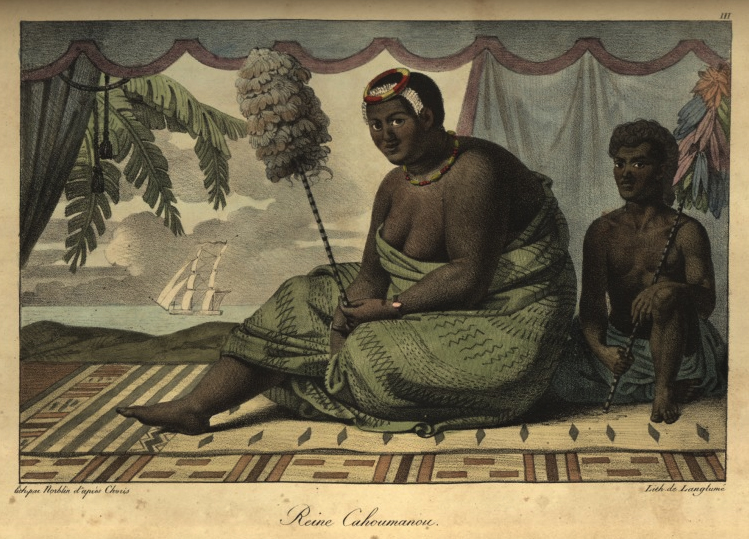
Каахуману з Чарльзом Канаїною

Каахуману народилась на Мауї близько 1777 року. Її батьки були аліями нижчого рангу. Вона стала дружиною Камехамехи, коли їй було чотирнадцять. Джордж Ванкувер стверджує: «Одна з найкращих жінок, яких ми ще бачили на будь-якому з островів». Щоб одружитися на молодій жінці, Камехамеха повинен був погодитися зробити її дітей спадкоємцями королівства, хоча вона не мала жодних нащадків.
Перед смертю Камехамеха призначив Каахуману правити разом зі своїм сином. Каахуману також усиновила хлопчика. Вона мала найвищий політичний вплив на островах. Художник-портретист зауважив про неї: «Ця Стара Дама — найгордовитіша, нейнепохитніша Дама на всьому острові. Як вдова [Камехамехи], вона має безмежний авторитет та повагу, і вона не схильна відмовлятись від будь-якої зручної для неї можливості» . Вона була одним із найвпливовіших лідерів Гаваїв.

#### Камехамеха III

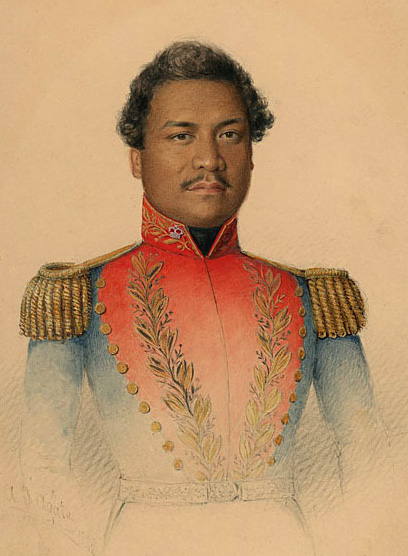
Камехамеха III

Кауікеаулі був другим сином Камехамехи I і народився в затоці Кеаухоу на острові Гаваї. Дата народження Кауікеаулі точно невідома, але багато істориків припускають, що він народився 17 березня 1814 року. Він був приблизно на 14 років молодшим за свого брата Ліхоліхо (Кемехамеха II). Після його народження Куакіні відмовився прийняти його, оскільки Кауікеаулі здавався бездиханним. Однак було оголошено, що дитина житиме від пророка іншого вождя. Вони очищали немовля і клали його на священне місце, де провидиця обмахувала його віялом і окропляла водою, читаючи молитву. В результаті дитина почала ворушитися і видавати звуки. Кайкіоева була обрана опікуном дитини та забрала його на виховання у віддалену місцевість.
Кауікеаулі став королем після смерті свого брата в 1824 році. Камехамеха III почав писати перші офіційні закони Гаваїв і створив урядову структуру. Ці дії були викликані зростаючою загрозою колонізації з боку іноземних держав, яких цікавило стратегічне географічне розташування островів у Тихому океані. Камехамеха III отримав пораду від Вільяма Річардса, колишнього місіонера. Вільям Річардс вирушив до Сполучених Штатів, намагаючись дізнатися більше про західну політику та структуру уряду. Він навчив Камехамеху III своїх відкриттів, і разом вони створили першу конституцію Гаваїв у 1840 році. Камехамеха III також прийняв кілька законів, які визнавали права людини та нову систему власності на землю під назвою Great Mahele (Великий Махеле). Іншим важливим політичним рішенням було перенесення столиці з Лахайни до Гонолулу, яка залишається столицею і донині.

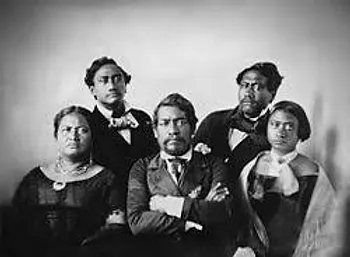
Король Камехамеха III і королева Калама зі своїми племінниками, принцом Олександром Ліхоліхо, принцом Лотом Капуайвою та племінницею принцесою Вікторією Камамалу

#### Камехамеха IV

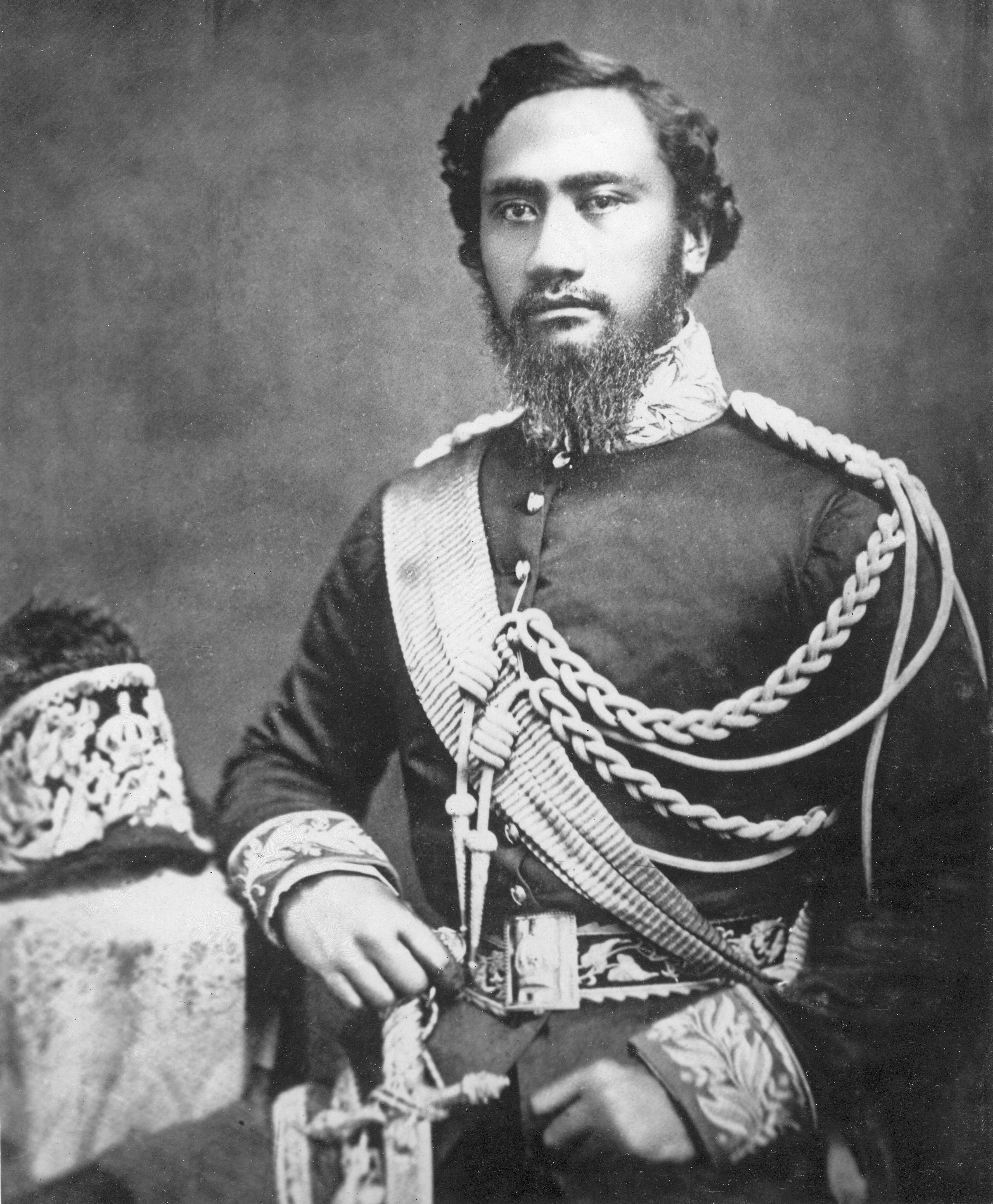
Камехамеха IV

Прийомний син Камехамехи III Олександр Ліхоліхо народився 9 лютого 1834 року в столиці країни Гонолулу. Через 21 рік він посів престол і став Камехамехою IV. Його освіта проходила в дитячій школі вождів, а французьку мову викладали протестантські місіонери. Загалом, навчання у школі не було дуже позитивним та приємним, бо принців, наприклад, часто відправляли спати голодними. У 14 років Ліхоліхо покинув школу і почав вивчати право. У підлітковому віці Ліхоліхо почав подорожувати зі своїм братом Лотом Капуайвою, намагаючись поширювати знання про Гаваї, як про незалежну націю. Серед місць, де вони подорожували, були Сполучені Штати, Франція та Панама. Після французької атаки адмірала де Тромелена в 1849 році, Ліхоліхо отримав завдання спробувати поліпшити відносини з Францією. Ліхоліхо та Капуаїва супроводжував Ґерріт П. Джадд до Франції, з надією підписати договір. Після трьох місяців у Франції вони зазнали невдачі та повернулись на острови. Після повернення з Франції він був призначений до таємної ради Камехамехи III у 1852 році.

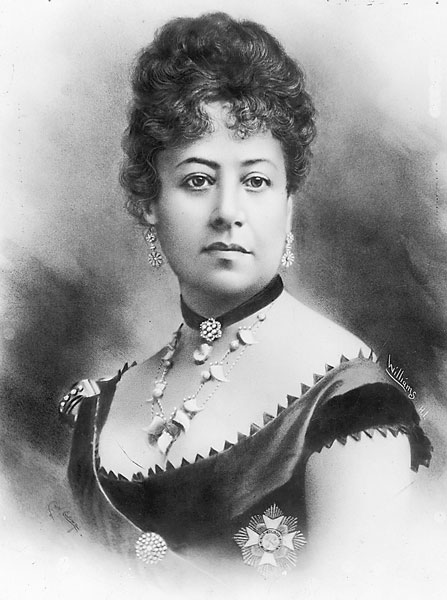
Королева Емма Рук

Після вступу на престол у 1855 році Камехамеха IV ставив за мету припинити вплив Сполучених Штатів на країну. Він майже одразу зупинив приєднання Гаваїв до Сполучених Штатів. Переговори про анексію були розпочаті ще з Камехамехою III. У 1856 році Камехамеха IV мав англіканське весілля з Еммою Рук. Емма Рук була внучатою племінницею короля Камехамехи I і належала до класу алії. Королева Емма мала дуже пробританські погляди через її прийомних батьків, які були британцями. У 1858 році у королеви і короля народилась перша і єдина дитина — принц Альберт Едвард Кауікеаулі Калейопапа а Камехамеха. Принц прожив коротке життя, але його описували як дуже доброю і веселою дитиною. Коли його син ще був живий, Камехамеха IV заснував англіканську церкву на Гаваях. Його син помер у 1862 році. Спочатку причиною смерті принца вважали менінгіт, але тепер зазначається, що це був апендицит. У наступні роки Камехамеха IV звинувачував себе в смерті сина. У результаті королева та король зробили охорону здоров'я значною частиною свого правління, оскільки вони вважали, що такі захворювання, як проказа та грип, зменшують населення Гавайських островів. Запропонований королем план охорони здоров'я був скасований через попередній план охорони здоров'я, який був встановлений у Конституції 1852 року, написаній Камехамехою III.
Правління короля закінчилось 30 листопада 1863 року, коли він помер від хронічної астми. Кілька місяців до трагічної смерті Король відчував погіршення здоров'я. Наступником Камехамехи IV став його брат Лот, який став Камехамехою V. Королева Емма продовжувала брати участь у політиці, поки, врешті-решт, не програла Давиду Калакауа, за звання монарха Королівства.

### Королівські вибори 1874 року та Цукрова домовленість

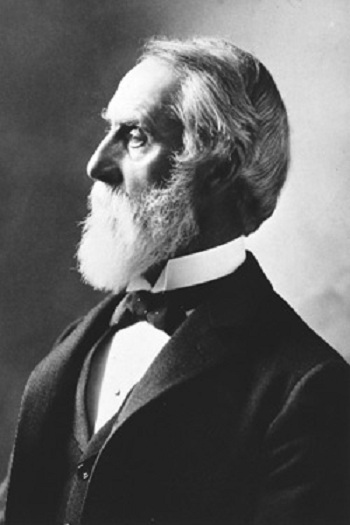
Чарльз Рід Бішоп, міністр закордонних справ (Гаваї)

Незабаром після прибуття Кука, цукор став основним експортним товаром з Гаваїв. Перша постійна плантація була заснована в Кауаї в 1835 році. Вільям Хупер орендував 980 акрів землі у Камехамехи III і почав вирощувати цукрову тростину. Протягом тридцяти років плантації діяли на чотирьох головних островах. Цукор повністю змінив економіку Гаваїв.
Американський вплив на гавайський уряд почався з того, що власники плантацій США вимагали права голосу в політиці Королівства. Це було зумовлено місіонерською релігією та економікою цукру. Тиск з боку цих власників плантацій відчувався королем і вождями як вимоги на землеволодіння. Після короткого захоплення влади британцями у 1843 році, Камехамеха III відповів на вимоги Великим Махеле, роздавши землі всім гавайцям, як проголошували місіонери, включно з Геррітом П. Джаддом. Камехамеха III також намагався модернізувати правову систему Гаваїв, замінивши місцеві традиції англо-американським звичаєвим правом.
Протягом 1850-х років імпортні мита США на цукор з Гаваїв були набагато вищими, ніж імпортні тарифи, які гавайці стягували зі США, і Камехамеха III прагнув взаємності . Монарх хотів знизити тарифи США і зробити гавайський цукор конкурентоспроможним з іншими іноземними постачальниками. У 1854 році Камехамеха III запропонував політику взаємності між країнами, але ця пропозиція не пройшла в Сенаті США.
Контроль США над Гаваями вважався життєво необхідним для захисту їхнього західного узбережжя. Військові були особливо зацікавлені в Пу'улоа, Перл-Харбор. Чарльз Рід Бішоп, іноземець, який одружився з родиною Камехамеха, став міністром закордонних справ Гаваїв і володів заміським будинком поблизу Пуулоа запропонував продати одну з гаваней. Він показав двом американським офіцерам озера, хоча його дружина Берніс Пауахі Бішоп особисто не схвалювала продаж гавайських земель. Будучи монархом, Вільям Чарльз Луналіло погодився дозволити Бішопу керувати більшістю комерційних справ, але ідея йти на поступки за рахунок земель була непопулярною серед гавайців. Багато жителів острова думали, що всі острови, а не лише Перл-Харбор, можуть бути втрачені, і виступали проти будь-якої поступки. У листопаді 1873 року Луналіло скасував переговори, але його здоров'я швидко погіршилося, і він помер 3 лютого 1874 року у віці 39 років.
18 березня 1874 року гавайським урядом була підписана угода зі Сполученими Штатами, згідно з якою вони отримували виняткові торгові права.

## Євро-Американська та Азійська еміграція
Угода про Взаємність (англ. Reciprocity Agreement) 1876 року між Королівством Гаваї та Сполученими Штатами Америки встановила безмитний імпорт гавайського цукру (з цукрової тростини) в Сполучені Штати. Ця угода сприяла поширенню цукрових плантацій. Угода також включила безмитний імпорт рису, який став головною зерновою культурою замість таро, особливо у вологих частинах Гавайських островів. Таке розповсюдження культури рису сприяло збільшенню кількості емігрантів з Азії (спочатку з Китаю, а потім з Японії). Таким чином, ця угода мала декілька наслідків для Гаваїв:
- Широке поширення плантацій цукрової тростини.
- У зв'язку з потребою високої вологості для вирощування рисової культур, були реалізовані проекти зі зволоження рівнинних частин островів за рахунок направлення води з гірських потоків.
- Збільшення кількості азійських міґрантів, що працювали на плантаціях.
- Таро, що був традиційною продовольчою культурою для гавайців, був замінений рисом.

## Повалення Гавайської монархії
До 1890 Королівство Гаваї визнавалось незалежною суверенною державою Сполученими Штатами Америки, Великою Британією, Францією та Німеччиною з обміном послів.
Найсерйозніший випадок втрати незалежності трапився 10 лютого 1843 року. Лорд Джордж Палет (Поле) (англ. Lord George Paulet) капітан корабля Королівського ВМФ «ГМС Карісфорт» (англ. HMS Carysfort) увійшов в Гавань Гонолулу та захопив Форт Гонолулу (англ. Fort Honolulu), ефективно утримуючи контроль над містом. Палет зажадав, щоб король Камехамеха ІІІ зрікся свого престолу, а Гавайські острови були віддані Британській Короні. Гавайський уряд задовільнив його вимоги, афера Полета протрималася п'ять місяців — знишувалися гавайські прапори та здійснювався перерозподіл землі, але до начальника Полета, адмірала Річард Томаса (англ. Admiral Richard Thomas) було спрямовано протест, і, з'ясувавши ситуацію на місці, адмірал Томас скасував дії Полета. 31 липня 1843 р. відновлено Гавайський уряд. У промові відновлення Камехамеха ІІІ заявив: «Ua mau ke ea o ka 'āina i ka pono» («Життя землі увічнене у праведності», «Життя країни навіки праведне»), що стало гаслом Держави Гаваї.
У 1887, 20 січня Сполучені Штати почали оренду Перл-Харбора.
У цьому ж 1887 група чиновників переважно негавайців, яка називала себе Гавайською патріотичною лігою, розробили проект конституції. Озброєна поліція, підпорядкована Лорріну Терстону, міністру внутрішніх справ Гаваїв, примусила короля Давида Калакауа (англ. David Kalākaua) підписати конституцію (так звана «Конституція Багнетів»). Конституція значно урізала владу короля, понад 75 % коріного Гавайського населення втратили право голосувати через майнові вимоги, азійці теж не могли голосувати. Тільки заможні європейці, американці та заможні уродженці Гаваїв отримали повне право на голосування.
1888 року була спроба гавайської знаті повалити короля Давида Калакауа та замінити його сестрою в результаті державного перевороту. Двоюрідний брат Калакауа, корінний гавайський офіцер і ветеран італійської армії, Роберт Вільям Вілкокс повернувся на Гаваї в жовтні 1887 року, коли фінансування його навчальної програми припинилося. Вілкокс, Чарльз Б. Вілсон, принцеса Ліліуокалані та Сем Ноулейн планували скинути Калакауа та замінити його на Ліліуокалані. 300 гавайських змовників сховалися в казармах Іолані, де містилася королівська гвардія, яка теж була задіяна у змові. Але ці плани були зірвані — у січні 1888 року, менш ніж за 48 годин до повстання. Ніхто не був притягнутий до кримінальної відповідальності, але Вілкокс був засланий. 11 лютого 1888 року Вілкокс виїхав з Гаваїв до Сан-Франциско, маючи намір повернутися до Італії разом із дружиною.

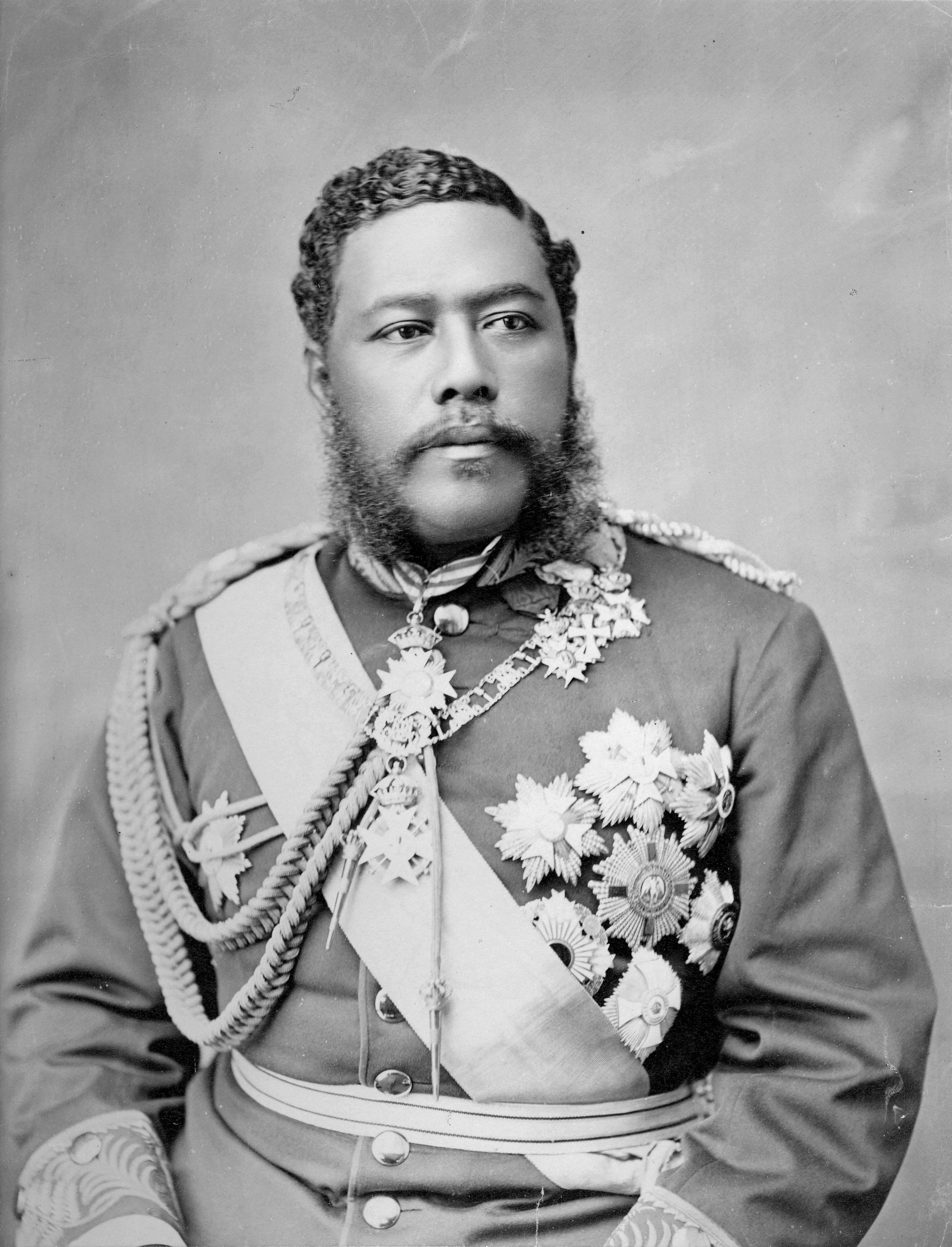
Давид Калакауа

Коли Калакауа помер у 1891, його сестрі, королеві Ліліуокаланні (англ. Queen Lili'uokalani), дістався трон. У 1893 королева готувала нову конституцію, яка б відновила авторитет монархії та позбавила американських та європейських мешканців права голосу, яке вони отримали у 1887.
У відповідь на спробу Ліліуокаланні оголосити нову конституцію, група європейських, американських мешканців Гаваїв утворила так званий Комітет Безпеки 14 січня 1893 року, щоб завадити королеві скасувати конституцію 1887 року. Урядовий Міністр Сполучених Штатів Джон Стівенс керуючись захистом інтересів американців, спрямував військові кораблі У. С. С. Бостон (англ. U.S.S. Boston) висадитися в Королівстві.
Тимчасовий уряд був встановлений за допомогою поліції Гонолулу.
Під цим тиском, Ліліуокаланні відмовилася від трону 17 січня, 1893.
Для Президента США Клівленд було проведене розслідування.колишнім Конгресменом Джеймсом Гендерсоном Блонтом. Висновок 17 липня, 1893: «Дипломатичні та воєнні представники Сполучених Штатів зловживали своїм впливом та відповідальні за зміни в уряді». Президент Клівленд заявляв про намір відновити монархію.
Але вже 26 лютого, 1894, Морґан надав доповідь, виправдовуючи Стівенса та заперечуючи вплив американських військових на повалення монархії на Гаваях. Клівленд запровадив дипломатичні відношення з тимчасовим урядом та Республікою Гаваї.
Республіка Гаваї була встановлена 4 липня 1894 року, її очолювали Сенфорд Доул[ru] і Лоррін Терстон.
В 1897 році Стівена Клівленда на посаді президента США змінив Вільям Мак-Кінлі, який виступав за посилення ролі США на міжнародній арені. 7 липня 1898 року Мак-Кінлі підписав Резолюцію Ньюлендса, згідно з якою Гаваї анексувалися Сполученими Штатами.

## Американська територія
Територіальна законодавча влада скликана вперше 20 лютого 1901 року.
Після нападу Японської імперії на Перл-Гарбор 7 грудня 1941 року, Сполучені Штати Америки вступили в Другу світову війну. До цього самі американці ніколи не чули про Перл-Гарбор, попри його величезну важливість для Американського Флоту.

## Штат
Президент Дуайт Девід Ейзенхауер (англ. Dwight D. Eisenhower), підписав закон від 18 березня 1959 року, який визнав Гаваї штатом. Гаваї формально стали 50-тим штатом Союзу 21 серпня 1959, після того, як 94 % їхнього населення підтримали це на референдумі.